# Choi Hong-man
Choi Hong-man (hangul 최홍만, hancha 崔洪萬; ur. 30 października 1980) – koreański zapaśnik, kickbokser, zawodnik MMA.

## Kariera sportowa
W ojczyźnie był gwiazdą tradycyjnej koreańskiej odmiany zapasów tzw. ssirum. Pozycję tę zdobył dzięki swoim niespotykanym warunkom fizycznym (218 cm wzrostu). 

### K-1
Wykorzystując jego popularność, w 2005 roku podpisała z nim kontrakt K-1 – największa organizacja kick-boxerska świata. Mimo braku doświadczenia oraz początkowo niewielkich umiejętności, już w tym samym roku Choi wygrał swój pierwszy turniej (K-1 World GP w Seulu). Wydatnie pomogła mu w tym przewaga wzrostu nad rywalami (w finale turnieju pokonał mierzącego blisko 40 cm mniej Kaoklaia Kaennorsinga). 
Niepokonany w sześciu kolejnych walkach, Choi doznał swojej pierwszej porażki dopiero z rąk dwukrotnego mistrza K-1 WGP Remy'ego Bonjasky'ego w ćwierćfinale K-1 WGP 2005 w Tokio.
W 2006 roku był sprawcą sensacji, pokonując podczas walki pokazowej ówczesnego mistrza K-1 Semmy'ego Schilta. Tego roku nie awansował jednak do finałów w Tokio, gdyż przegrał walkę eliminacyjną z Jerome Le Bannerem. Sztuka ta udała mu się w 2007 roku, gdy pokonał w Seulu przez kontrowersyjną decyzję sędziów Mighty'ego Mo (Amerykanin był liczony po nielegalnym kopnięciu w krocze). Jednak, tak jak dwa lata wcześniej, Choi zakończył swój udział w finałach już w ćwierćfinale (ponownie uległ Le Bannerowi). W 2008 roku nie zakwalifikował się do finałów, przegrywając w Seulu z Badrem Hari przez TKO.

### Mieszane sztuki walki
W MMA zadebiutował w 2006 roku w wygranej walce przeciwko Nigeryjczykowi Bobby'emu Ologunowi.
W noc sylwestrową 2007 roku walczył na gali Yarennoka! w pojedynku MMA przeciwko byłemu mistrzowi PRIDE FC Fiodorowi Jemieljanienko. Rosjanin założył mu dźwignię na staw łokciowy i zmusił go do poddania się w pierwszej rundzie walki.
W 2009 roku wystartował w turnieju DREAM Super Hulk Grand Prix. Odpadł w półfinale, przegrawszy przez poddanie z Japończykiem Ikuhisą Minową. 

## Osiągnięcia
Kick-boxing:
- 2005: K-1 World GP w Seulu – 1. miejsce

Ssirum:
- 2004: Hamyang Competition – 1. miejsce
- 2004: Jungwal Competition – 1. miejsce
- 2003: Jinan Competition – 1. miejsce
- 2003: The General Championship – 1. miejsce

### Lista walk MMA
| Wynik     | Bilans | Przeciwnik            | Rozstrzygnięcie                          | Runda | Czas | Rozgrywki                                            | Data       | Miejsce  | Uwagi                  |
| --------- | ------ | --------------------- | ---------------------------------------- | ----- | ---- | ---------------------------------------------------- | ---------- | -------- | ---------------------- |
| Przegrana | 4-5    | Mighty Mo (9-5)       | KO (cios)                                | 1     | 4:06 | Road Fighting Championship 33                        | 24.09.2016 | Seul     |                        |
| Wygrana   | 4-4    | Aori Gele             | TKO (ciosy pięściami)                    | 1     | 1:36 | Road Fighting Championship 30                        | 16.04.2016 | Pekin    |                        |
| Wygrana   | 3-4    | Quanchao Luo          | TKO (niezdolność do kontynuowania walki) | 1     | 3:14 | Road Fighting Championship 27                        | 26.12.2015 | Szanghaj |                        |
| Przegrana | 2-4    | Carlos Toyota         | KO (ciosy)                               | 1     | 1:29 | Road Fighting Championship 24                        | 25.07.2015 | Tokio    |                        |
| Przegrana | 2-3    | Ikuhisa Minowa        | Poddanie (skrętówka)                     | 2     | 1:27 | Dream 11 - Featherweight Grand Prix 2009 Final       | 6.10.2009  | Yokohama |                        |
| Wygrana   | 2-2    | Jose Canseco          | Poddanie (ciosy)                         | 1     | 1:17 | Dream 9 - Featherweight Grand Prix 2009 Second Round | 26.05.2009 | Yokohama |                        |
| Przegrana | 1-2    | Mirko Filipović       | TKO (niskie kopnięcie)                   | 1     | 6:32 | Dynamite!! 2008                                      | 31.12.2008 | Saitama  |                        |
| Przegrana | 1-1    | Fiodor Jemieljanienko | Poddanie (dźwignia na staw łokciowy)     | 1     | 1:54 | Yarennoka!                                           | 31.12.2007 | Saitama  |                        |
| Wygrana   | 1-0    | Bobby Ologun          | TKO (ciosy pięściami)                    | 1     | 0:16 | K-1 - Premium 2006 Dynamite!!                        | 31.12.2006 | Osaka    | Debiut w zawodowym MMA |